# Siêu cúp bóng đá Ý 2019

The Siêu cúp bóng đá Ý 2019 (2019 Supercoppa Italiana) là trận đấu thứ 32 của Siêu cúp bóng đá Ý. Trận đấu được tổ chức giữa Juventus, đội vô địch Serie A 2018–19 và Lazio, đội đoạt cúp bóng đá Ý 2018–19.

## Trận đấu

### Chi tiết
| Juventus     | 1–3 | Lazio                                                  |
| ------------ | --- | ------------------------------------------------------ |
| - Dybala 45' |     | - Luis Alberto 16' - Lulic 73' - Cataldi 90+3' (ph.đ.) |

| Juventus | Lazio |

| \| Trợ lý trọng tài: TBD Trọng tài thứ 4: TBD Trợ lý trọng tài thứ 2: TBD Trợ lý trọng tài video: TBD Bổ sung trợ lý trọng tài video: TBD \| Quy tắc trận đấu - 90 phút chính thức. - 30 phút hiệp phụ nếu tỷ số hòa. - Đá luân lưu nếu tỷ số vẫn hòa. - Mỗi đội được đăng ký tối đa 12 cầu thủ dự bị, tối đa 3 lần thay người. \| 1. | |
| Trợ lý trọng tài: TBD Trọng tài thứ 4: TBD Trợ lý trọng tài thứ 2: TBD Trợ lý trọng tài video: TBD Bổ sung trợ lý trọng tài video: TBD | Quy tắc trận đấu - 90 phút chính thức. - 30 phút hiệp phụ nếu tỷ số hòa. - Đá luân lưu nếu tỷ số vẫn hòa. - Mỗi đội được đăng ký tối đa 12 cầu thủ dự bị, tối đa 3 lần thay người. |